# Европска инвестициона банка
Европска инвестициона банка (ЕИБ) је финансијска институција Европске уније. Основана је у Риму 1958. године уговором о оснивању Европске заједнице. Финансира инвестиционе пројекте који доприносе балансираном развоју Уније. Акционари ЕИБ су земље чланице Европске уније. Према том власништву ЕИБ као кредитни институт има могућности да на капиталном тржишту набави новац по веома повољним условима пошто има класификацију ААА. ЕИБ нема клијенте коју улажу новац него искључиво кредитно финансира пројекте који на други начин не би могли да се финансирају или би по веома скупој цени набавили кредите. Државе чланице диктирају политичке циљеве које банка настоји да изврши и надзиру административна тела банке које доносе одлуке: одбор гувернера и одбор директора. Европска инвестициона банка највећа је светска међународна институција за кредитирање.
Пројекти које банка финансира морају да имају циљеве развоја Европске уније: развој европских индустрија, развој малих предузећа, стварање прекоевропских мрежа (транспорт, телекомуникације, енергија), подршка информационим технологијама, заштита природне околине, побољшање здравља и образовања. Такође од тих пројекта морају да профитирају најнеразвијене регије. Пројекти морају да привуку даље изворе инвестиција. ЕИБ је главни акционар у Европском инвестиционом фонду (ЕИФ). ЕИФ је створен 1994. како би омогућио развој малих и средњих предузећа. Финансијска средства се дају путем посредника и државних институција. ЕИФ делује осим на територији Европске уније на територији Европске слободне трговинске зоне (енгл. EFTA) Лихтенштајн, Исланду и Норвешкој. ЕИБ је аутономна институција. Она ради према могућностима капиталних тржишта. Поред тога сарађује са свим институцијама Европске уније. Чланови ЕИБ имају могућности да присуствују седницама и састанцима свих институција Уније.

## Историја
Европска инвестициона банка основана је ступањем на снагу Римских уговора 1958. године и у почетку је њезино седиште било у Бриселу; у њој је тада радило само 66 особа. Године 1968. седиште је пресељено у Луксембург, где се и сад налази. До 1999. у банци је радило више од 1000 запослених, а до 2012. тај је број нарастао на више од 2000.
Група ЕИБ основана је 2000. године и чинила ју је Европска инвестициона банка (ЕИБ) и Европски инвестициони фонд (ЕИФ), подружница ЕУ-овог ризичног капитала која осигурава финансијска средства и јамства за мала и средња предузећа. ЕИБ је већински деоничар ЕИФ-а, са 62 % деоница. Године 2012. створен је Институт ЕИБ с циљем промоције „европских иницијатива за опште добро“ у Европској унији и државама кандидатима, те потенцијалним кандидатима, као што су четири државе ЕФТА-е.
Укупни уписани капитал банке у 2012. износио је 232 милијарде евра. Капитал ЕИБ-а готово је удвостручен између 2007. и 2009. године као одговор на финанцијску кризу. Челници влада ЕУ-а сложили су се да повећају уплаћени капитал за 10 милијарди евра у јуну 2012.
За фискалну 2011. годину ЕИБ је позајмила различите кредитне производе у вредности од 61 милијарду евра, чиме су укупни заостали зајмови износили 395 милијарди евра, што је за једну трећину више него крајем 2008. Готово 90 % њих било је у државама чланицама ЕУ-а, а остатак је расподељен између око 150 „партнерских земаља” (у јужној и источној Европи, медитеранској регији, Африци, Азији, Јужној Америци, Карипским острвима и земљама Тихог океана). За финанцирање својих инвестиција банка користи свој кредитни рејтинг ААА како би повољно прикупила еквивалентни износ на тржиштима капитала.

## Улога
Мисија Банке је финанцирање инфраструктурних пројеката у Европи. Банка даје предност моделима финанцирања јавно-приватног партнерства.
Премда се седишта око 90 посто пројеката које финанцира ЕИБ налазе у Европској унији, банка финанцира пројекте у 150 других земаља, од суседних земаља југоисточне Европе, медитеранских партнерских земаља, земаља АКП-а, азијских и јужноамеричких земаља, чланица Европске уније и Русије. Према изјавама ЕИБ-а инвестиције у тим земљама имају улогу успостављања и провођења финанцијских темеља спољне сарадње и развојних политика Уније подстичући развој приватног предузетништва, развој инфраструктуре, сигурност опскрбе енергијом и одрживост животне средине. Министри финансија ЕУ-а „позвали су све развојне банке, попут Светске банке и Азијске развојне банке, да поступно укину финанцирање пројеката који се користе фосилним горивима”.
Након руске војне интервенције у Украјини 2014. године Веће Европске уније наложило је ЕИБ-у да обустави све нове финанцијске операције у Русији.

## Стратегија

### Оперативна стратегија
- Финанцирање одрживих капиталних пројеката који су у стратешком интересу Европске уније
- Прикупљање финанцијских средстава на тржиштима капитала за финанцирање тих пројеката

### Стратегија кредитирања ЕУ-а
Унутар Европске уније ЕИБ следи шест приоритетних циљева:
- Кохезија и конвергенција (регионална политика)
- Подршка малим и средњим подузећима
- Одрживост животне средине
- Економија знања
- Развој трансевропских прометних и енергетских мрежа
- Одржива, конкурентна и сигурна опскрба енергијом

### Стратегија кредитирања изван ЕУ-а
Изван Европске уније приоритетни циљеви ЕИБ-а гласе:
- Развој приватног сектора
- Развој финанцијског сектора
- Развој инфраструктуре
- Сигурност опскрбе енергијом
- Одрживост животне средине
- Присутност ЕУ-а

Кад одобрава зајмове изван ЕУ-а, мандат за њих добија на темељу спољне сарадње и развојних политика ЕУ-а, које се разликују од регије до регије.
1. Претприступно чланство: земље кандидати и потенцијални кандидати за проширење (државе које би се могле придружити ЕУ-у)
2. Европско суседство: Медитеранско суседство / Русија и источни суседи
3. Развој: Африка, земље Тихог океана и Кариби (АКП) / земље Јужне Африке
4. Привредна сарадња: Азија и Јужна Америка (АЛА)

У земљама кандидатима за приступ ЕУ-у делатности подржавају и циљеве приоритетног кредитирања ЕУ-а и циљеве спољних мандата.

## Управљање
Тела која управљају Европском инвестиционом банком јесу:
- Одбор гувернера – обично га чине министри финанција држава чланица. Њихов је мандат одобравање активности ЕИБ-а изван Уније, обликовање смерница кредитне политике и одобравање годишњих рачуна.
- Одбор директора – састоји се од двадесет и осам чланова (једног бира свака држава чланица, а једног Европска комисија)[13] (језик: исландски) и осамнаест заменика,[13] (језик: исландски) што значи да неки од заменика представљају више држава. Одбор такође кооптира највише шест стручњака (три директора и три заменика),[13] (језик: исландски) који учествују на састанцима Одбора у својству саветника без права гласа. Одбор има искључиво право доношења одлука у вези са зајмовима и јамствима. Чланови управног одбора одговорни су само банци.
- Управни комитет – председник ЕИБ-а и осам потпредседника
- Одбор за ревизију – шест чланова које именује Одбор гувернера

### Канцеларије
Седиште Европске инвестиционе банке налази на адреси Boulevard Konrad Adenauer 100 у четврти Кирхберг у граду Луксембургу. Најстарији део зграде, данас њезино западно крило, пројектирао је британски архитект сер Денyс Ласдан и једно је од ретких његових дела изван Велике Британије. Ново источно крило зграде пројектовао је архитектонски студио Ингенховен Архитекте из Диселдорфа. Ново је крило наткривено стакленим кровом који се протеже целом структуром што објекту додаје 72.500 квадратних метара канцеларијског простора.
Просторије ЕИБ-а налазе се у градовима широм Уније: у Атени, Берлину, Бриселу, Букурешту, Фор де Франсу, Мартинику (француском прекоморском департману), Даблину, Хелсинкиу, Лисабону, Љубљани, Мадриду, Паризу, Риму, Софији, Варшави, Копенхагену и Бечу.
ЕИБ је 2007. отворио регионални уред у Хелсинкију, смештен у седишту Нордијске инвестицијске банке (НИБ), с циљем повећања присутности Банке у регији Балтичког мора.
Изван Европске уније уреди банке налазе се у Београду, Боготи, Кијеву, Анкари, Пекингу, Каиру, Дакару, Истанбулу, Најробију, Преторији, Рабату, Сиднеју, Тунису и Тбилисију.

### Председници
Председник ЕИБ-а шеф је Управног одбора, извршног тела с девет чланова које је одговорно за свакодневно пословање ЕИБ-а. Њих „именује Одбор гувернера ЕИБ-а на предлог управног одбора” на шест година с обновљивим мандатом. Председник ЕИБ-а уједно је и председник управног одбора, а осталих осам чланова имају улогу потпредседника.
- Пјетро Кампили (Италија): фебруар 1958. – мај 1959.
- Парид Форментини (Италија): јун 1959. – септембар 1970.
- Ив Ле Порц (Француска): септембар 1970. – јул 1984.
- Ернст-Гинтер Бридер (Немачка): август 1984. – март 1993.
- Sеr Брајан Анвин (УК): април 1993. – децембар 1999.
- Филип Мејстанд (Белгија): март 2000. – децембар 2011.
- Вернер Хојер (Немачка): јануар 2012. – данас.[20]

## Деоничари
Деоничаре ЕИБ-а чини 27 држава чланица ЕУ-а, док се удео сваке државе у капиталу ЕИБ-а темељи на постотку њене економске тежине у Унији (израженој у БДП-у) у тренутку приступања. Удео деоница је следећи:
| Држава      | Капитал (милиона евра) | Капитал (%) |
| ----------- | ---------------------- | ----------- |
| Немачка     | 46.722                 | 19,21       |
| Француска   | 46.722                 | 19,21       |
| Италија     | 46.722                 | 19,21       |
| Шпанија     | 28.033                 | 11,52       |
| Белгија     | 12.951                 | 5,32        |
| Холандија   | 12.951                 | 5,32        |
| Шведска     | 8.591                  | 3,53        |
| Данска      | 6.557                  | 2,70        |
| Аустрија    | 6.428                  | 2,64        |
| Пољска      | 5.980                  | 2,46        |
| Финска      | 3.693                  | 1,52        |
| Грчка       | 3.512                  | 1,44        |
| Португалија | 2.263                  | 0,93        |
| Чешка       | 2.206                  | 0,91        |
| Мађарска    | 2.087                  | 0,86        |
| Ирска       | 1.639                  | 0,67        |
| Румунија    | 1.513                  | 0,62        |
| Хрватска    | 1.062                  | 0,44        |
| Словачка    | 751                    | 0,31        |
| Словенија   | 697                    | 0,29        |
| Бугарска    | 510                    | 0,21        |
| Литванија   | 437                    | 0,18        |
| Луксембург  | 327                    | 0,13        |
| Кипар       | 321                    | 0,13        |
| Летонија    | 267                    | 0,11        |
| Естонија    | 206                    | 0,08        |
| Малта       | 122                    | 0,05        |
| Укупно      | 243.200                | 100         |

## Спољашње повезице
- Европска инвестициона банка (званични сајт)
- European Investment Bank publications
- European Investment Fund website
- Istorijski arhiv Europske investicijske banke pri Istorijskom arhivu EU u Firenci
- Europska investicijska banka Архивирано на веб-сајту  (30. септембар 2007) Europski navigator
- Informativne stranice CEE Bankwatch Network-a o Europskoj investicijskoj banci